# Cottus poecilopus
Đầu bò alpine hay Đầu bò Xibia (Cottus poecilopus) là một loài cá nước ngọt thuộc họ Cottidae. Chúng sinh sống ở Belarus, Trung Quốc, Cộng hòa Séc, Đan Mạch, Estonia, Phần Lan, Đức, Triều Tiên, Latvia, Litva, Moldova, Na Uy, Ba Lan, România, Nga, Slovakia, Slovenia, Thụy Điển, và Ukraina.

## Hình ảnh

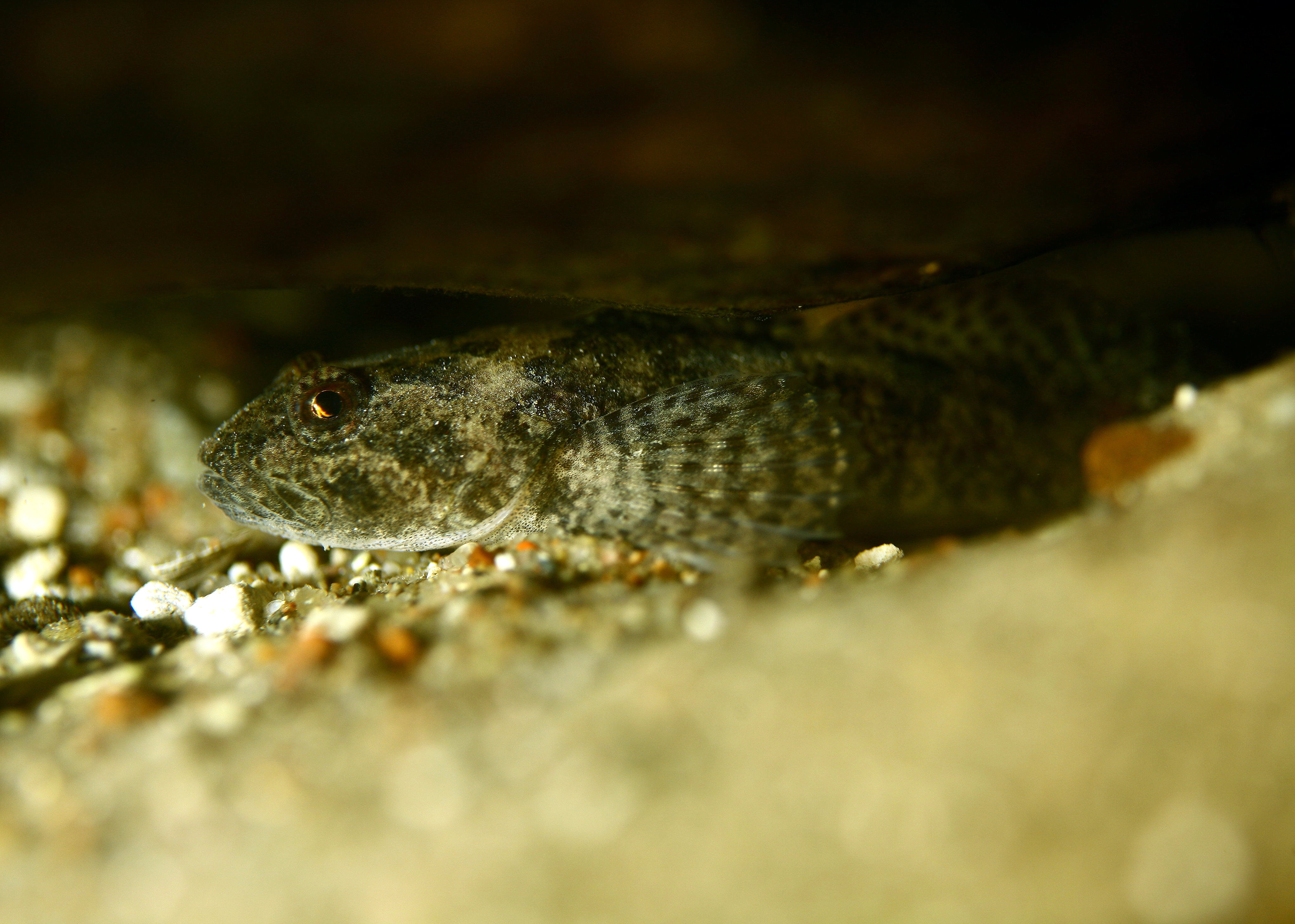
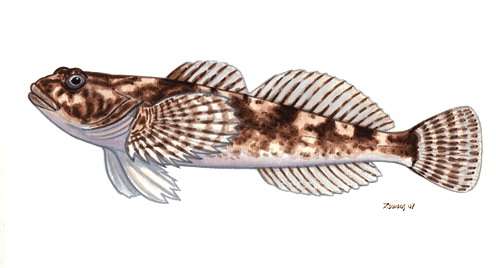